# Richard Lugner

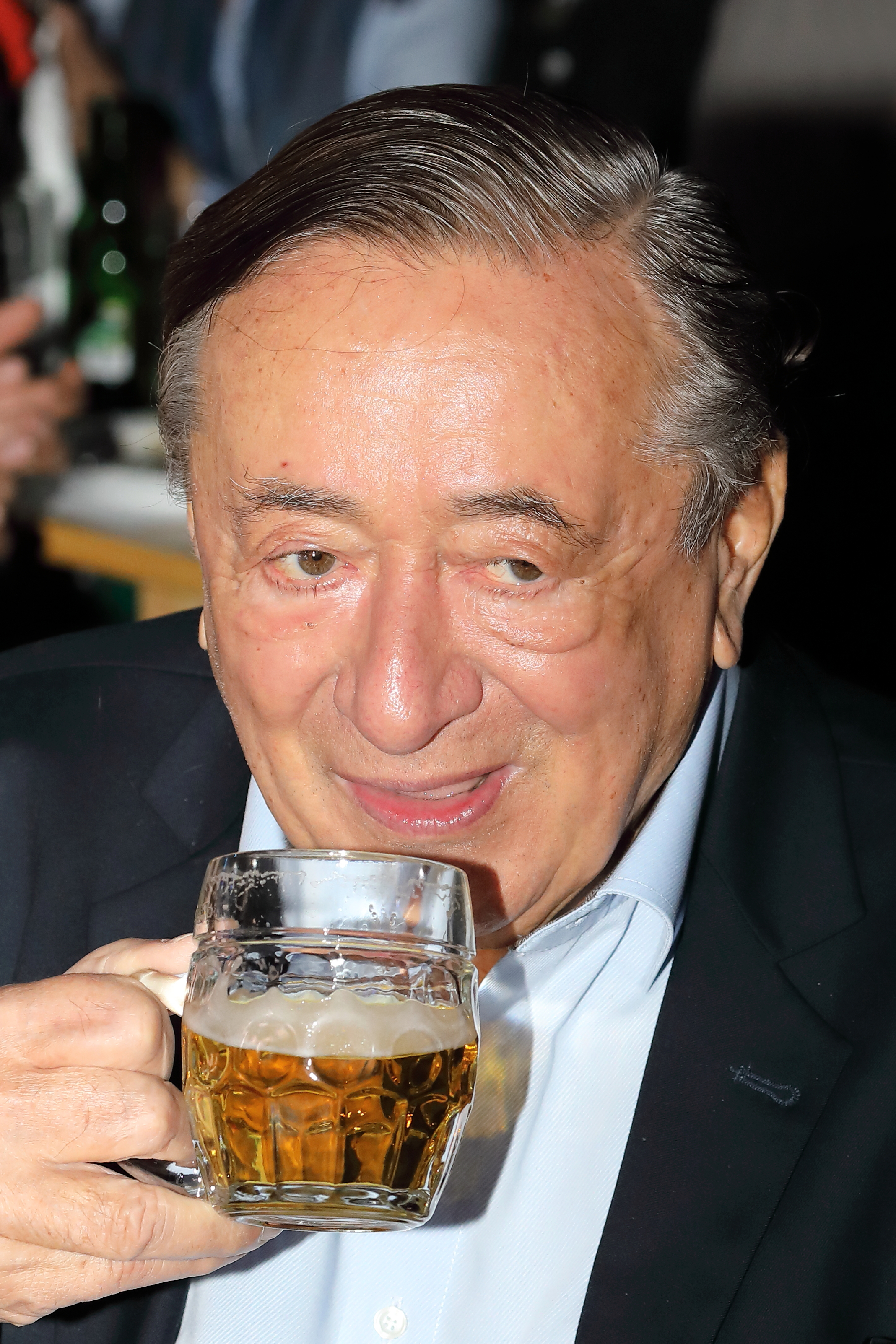
Richard Lugner (2019)

Richard „Mörtel“ Siegfried Lugner (* 11. Oktober 1932 in Wien; † 12. August 2024 ebenda) war ein österreichischer Bauunternehmer, Projektentwickler, Entertainer und Reality-TV-Darsteller. Lugner erlangte Bekanntheit in der Boulevardpresse durch sein Einkaufszentrum Lugner City in Rudolfsheim-Fünfhaus, seinen alljährlichen Besuch am Wiener Opernball, seine zahlreichen Liebesbeziehungen und Eheschließungen sowie als Kandidat für die Bundespräsidentenwahl und die Nationalratswahl. Er war Teil der sogenannten Seitenblickegesellschaft, wurde als „Society-Löwe“ und Wiener Original bezeichnet.

## Leben

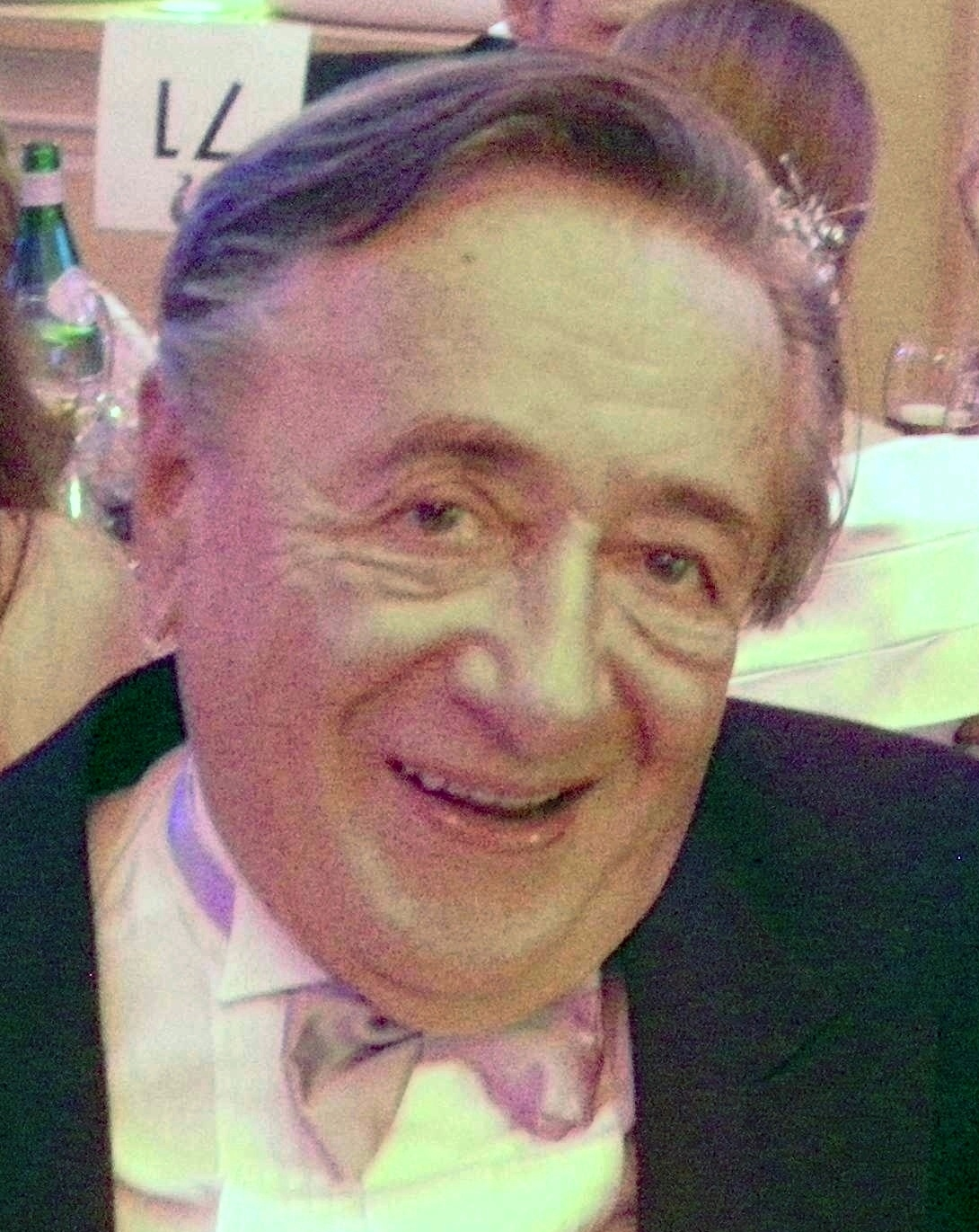
Richard Lugner (2011)

### Herkunft und beruflicher Werdegang
Richard Lugners Eltern, der Rechtsanwalt Richard Lugner senior (* 29. November 1898 in Wien-Margareten) und Leopoldine Schenk (* 27. August 1905 in Wien-Leopoldstadt) heirateten am 31. Mai 1931 im Wallfahrtsort Maria Schutz. Richard Lugners Großeltern mütterlicherseits stammen aus Mähren und Niederösterreich, väterlicherseits aus Böhmen und Wien. Am 1. April 1948 veröffentlichte die Wiener Zeitung eine Meldung, dass auf Ansuchen von Leopoldine Lugner ein Verfahren zur Todeserklärung kriegsvermisster Personen für ihren Ehemann eingeleitet worden sei. Richard Lugner sen. war seit März 1944 als Hauptmann der deutschen Wehrmacht im Anschluss an die Kämpfe bei Nowy Bug (Beresnegowatoje-Snigirjower Operation) in Kriegsgefangenschaft geraten und galt seitdem als verschollen. Laut Standesamt Wien-Innere Stadt und Mariahilf wurde das Todesdatum von Richard Lugner sen. mit 30. Juni 1944 festgesetzt. Der in Wien-Leopoldstadt aufgewachsene Richard Lugner jun. hatte einen jüngeren Bruder Roland (1934–2022), der bis zu seinem Ruhestand als Polier in dessen Bauunternehmen gearbeitet hatte.
Nach Absolvierung seiner allgemeinen Schulausbildung legte Richard Lugner 1953 an der Technisch-Gewerblichen Bundeslehranstalt, Fachrichtung Hochbau, in der Schellinggasse im 1. Wiener Gemeindebezirk seine Matura ab. Die ersten Jahre seiner Berufslaufbahn absolvierte der als schüchtern bezeichnete Lugner bei einer Wiener Baufirma und wechselte dann in die Bauabteilung des Mineralölunternehmens Mobil Oil Austria, die zum US-Konzern Mobil Oil gehörte. Am 26. April 1962 erhielt er die Baumeisterkonzession und stellte noch im selben Jahr zwei Arbeiter und zwei Angestellte in seinem eigenen Unternehmen ein. Zwei Jahre später wurde am 19. September 1964 die Theresianische Akademie, an der Lugner mit seinem Unternehmen mitgearbeitet hatte, vom damaligen Bundespräsidenten Adolf Schärf im Beisein von Außenminister Bruno Kreisky eröffnet.
Zu diesem Zeitpunkt hatte sich Lugner bereits zwei Standbeine aufgebaut; so spezialisierte er sich auf die Renovierung von Altbauten und die Errichtung von Tankstellen und Service-Stationen. Während sich der Großteil der Konkurrenz in dieser Zeit um die zahlreichen Großaufträge der Wiederaufbauzeit und der Wirtschaftsexpansion bemühte, konnte sich Lugner mit seinem Unternehmen mit verhältnismäßig kleinen Aufträgen durchsetzen. Als die Revitalisierung die Neubauten auf der Grünen Wiese ablöste, konnte Lugner mit seinem Team zum Marktführer in diesem Bereich und zugleich zum größten gewerblichen Bauunternehmer in Wien avancieren. Für Aufsehen sorgten der Bau der Wiener Moschee und die Renovierung des Stadttempels der jüdischen Kultusgemeinde Wien.
Im Laufe der Jahre erhielt er zahlreiche Revitalisierungsaufträge diverser Banken und Sparkassen und war in den 1980er-Jahren auch an der Umgestaltung des Deutschmeister-Palais für den OPEC Fund (OFID) hauptbeteiligt. In dieser Zeit arbeitete er mit zahlreichen namhaften Architekten – darunter etwa Georg Lippert oder Wilhelm Holzbauer – zusammen. 1982 wurde eine steirische Filiale der Baufirma Lugner in Graz eröffnet. Diese kümmerte sich vorrangig um den österreichweiten Tankstellenausbau sowie um Innenstadtrevitalisierungsprojekte. In den auftragsschwachen Jahren weitete er seine Bautätigkeit auf Bürohäuser mit angeschlossenen Tiefgaragen aus, während sein Unternehmen in dieser Zeit auf rund 600 Mitarbeiter anwuchs. Im Jahr der Grazer Filialeröffnung wurde der Baufirma Lugner das Recht zur Führung des Staatswappens von Handelsminister Josef Staribacher verliehen.

### Lugner City

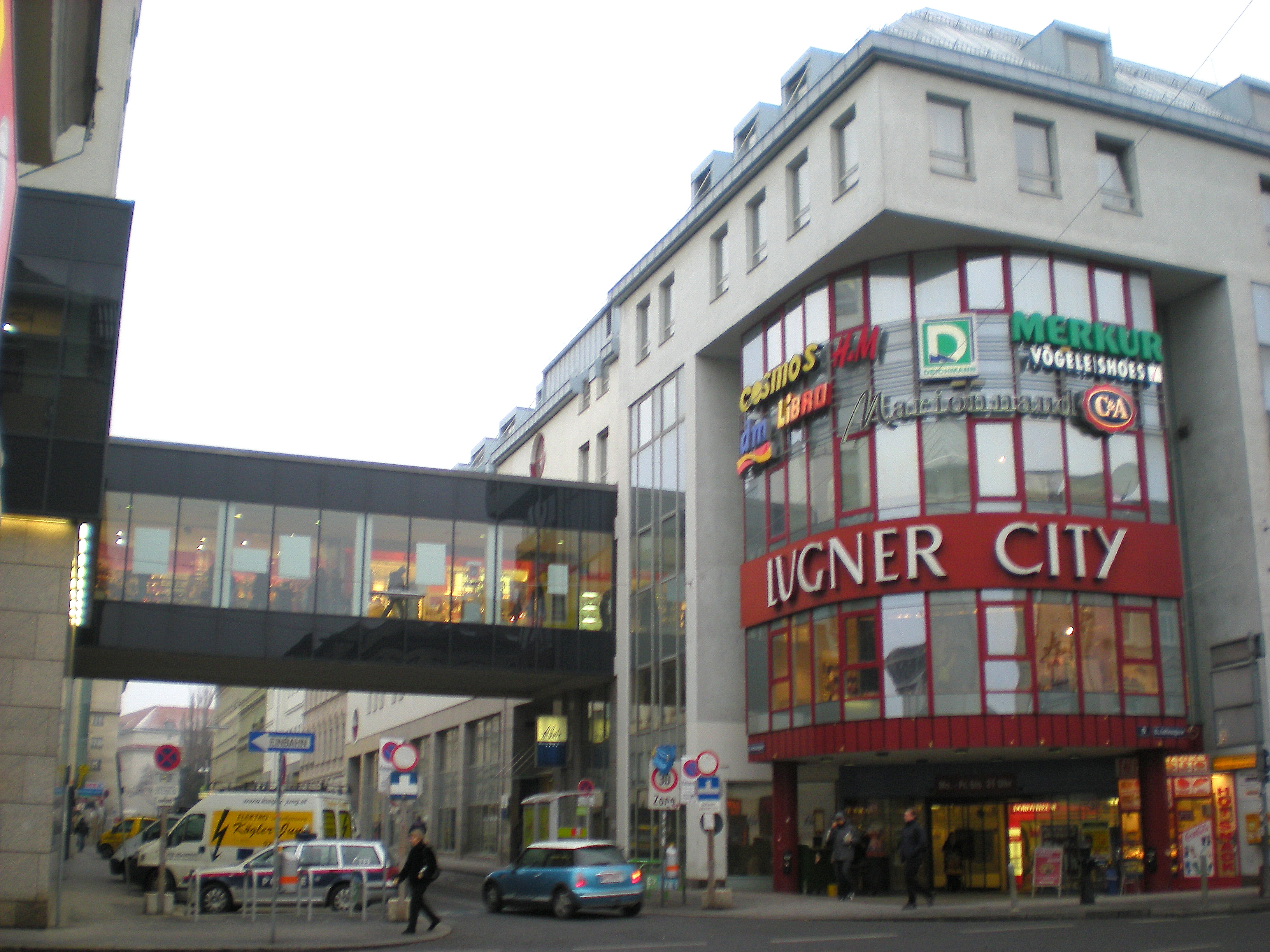
Das Einkaufszentrum Lugner City (2009)

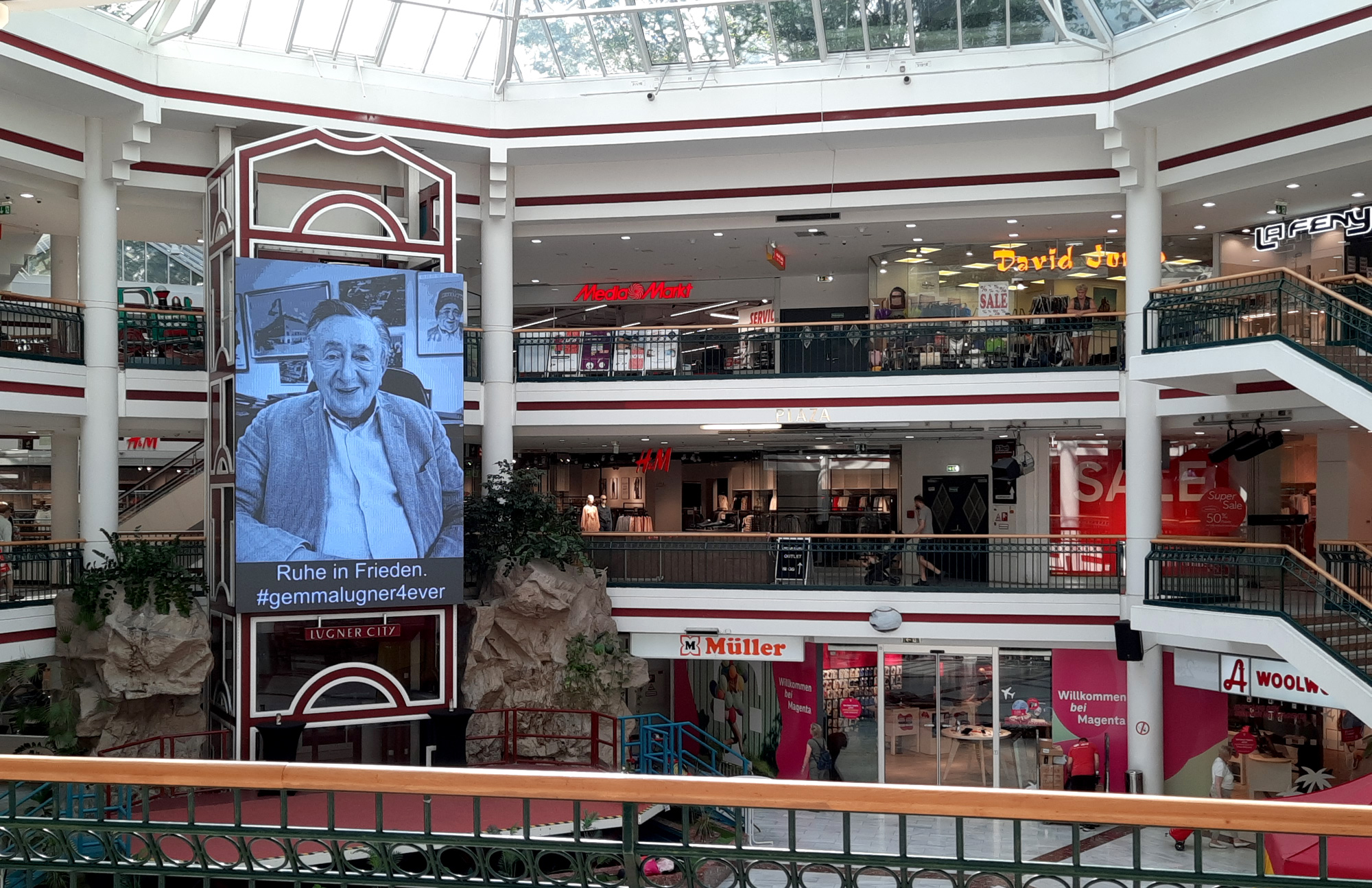
Richard Lugner verstarb am 12. August 2024, die Lugner City gedenkt seiner in der zentralen Halle. (2024)

Im September 1990 eröffnete er mit Eröffnungsgast Dagmar Koller die Lugner City in Wien, das damals siebtgrößte Einkaufszentrum in Österreich.
Ab 1997 zog sich Lugner sukzessive aus dem operativen Baugeschäft zurück und übergab die Leitung des Bauunternehmens, das jedoch weiterhin zu 100 % in seinem Eigentum blieb, an seine Söhne. 2003 wurde die Lugner City mittels einer Sale-Lease-Back-Variante der Volksbanken-Immoconsult übereignet. Zehn Jahre später erfolgte zum vertraglich frühestmöglichen Zeitpunkt im Wege eines Share Deals der Rückkauf. Im September 2005 wurde die Lugner Kino City eröffnet, ein Multiplex-Kino, das in elf Sälen Platz für 1840 Besucher bietet. 
Seit 2007 wird jedes Jahr bei einem Casting in der Lugner City eine „Opernball-Prinzessin“ von einer Jury gekürt.
Lugner versuchte gemeinsam mit seinem Hausanwalt Adrian Hollaender, für seine Lugner City die Begrenzungen der Ladenöffnungszeiten zu kippen. Dafür, und für die schlechten Arbeitsbedingungen, wurde Lugner vom Österreichischen Gewerkschaftsbund (ÖGB) mehrfach kritisiert. Lugner hat sich stets gegen einen Betriebsrat gewehrt und ließ sogar einen Mitarbeiter des ÖGB von einem Sicherheits-Beamten aus der Lugner City entfernen.
Obwohl er selbst Nichtraucher war, wandte er sich gegen das Rauchverbot in Lokalen.
Nach dem Tod Lugners sind Gerald Friede und Jacqueline Lugner Geschäftsführer. Ein Arbeitsverhältnis mit Simone Lugner als Geschäftsführerin wurde zum 15. Oktober 2024 aufgelöst.

### Privatleben
Seinen Spitznamen „Mörtel“ erhielt er bereits als arrivierter Baumeister vom österreichischen Boulevardjournalisten Michael Jeannée.
Lugner war sechsmal verheiratet und führte zahlreiche Beziehungen. Mit drei Frauen hatte er insgesamt vier Kinder. Lugners Privatleben war regelmäßig Gegenstand medialer Berichterstattung. Mit einigen der Partnerinnen trat er auch in Reality-Shows auf. Bei der Partnerwahl ließ er sich häufig von der Astrologin Gerda Rogers beraten.
| Partnerin              | Kosename      | Ehe Nr.                                                                                   | Ehe- oder Beziehungsdauer Bemerkungen | Gemeinsame Kinder                   |
| ---------------------- | ------------- | ----------------------------------------------------------------------------------------- | --- | ----------------------------------- |
| Christine Gmeiner      |               | 1                                                                                         | 1961–1978 (Trennung) Mit seiner Jugendliebe Gmeiner (* 1939) blieb Lugner nach der Trennung beruflich verbunden.                                                                                  | Alexander (* 1963) Andreas (* 1966) |
| Cornelia Laufersweiler | 2             | 1979–1983                                                                                 | |                                     |
| Sonja Jeannine         |               | 1983–1984                                                                                 | Nadine (* 1984), später Nadin Jeannine Cutter |                                     |
| Susanne Dietrich       | 3             | 1984–1989 Dietrich (1956–1990) fiel infolge einer Schönheitsoperation ins Koma und starb. | |                                     |
| Christina Haidinger    | Mausi         | 4                                                                                         | 1991–2007 | Jacqueline (* 1993)                 |
| Bettina Kofler         | Hasi          |                                                                                           | 2008 |                                     |
| Sonja Schönanger       | Käfer         | 2008–2009                                                                                 | |                                     |
| Nina Bruckner          | Bambi         | 2009                                                                                      | |                                     |
| Anastasia Sokol        | Katzi         | 2009–2013                                                                                 | |                                     |
| Bahati Venus           | Kolibri       | 2013–2014                                                                                 | |                                     |
| Cathy Schmitz          | Spatzi        | 5                                                                                         | 2014–2016 ⚭ 13. September 2014 im Wiener Schloss Schönbrunn Altersunterschied 57 Jahre Nach der Scheidung erhielt Schmitz von Lugner monatlich finanzielle Zuwendungen im Sinne eines Einkommens. |                                     |
| „Andrea vom Badesee“   | Goldfisch     |                                                                                           | 2017 |                                     |
| Karin Karrer           | Zebra         | 2017–2020                                                                                 | |                                     |
| Moni Kulig             | Rehlein       | 2019                                                                                      | |                                     |
| Daniela Ried-Kennedy   | Babyelefant   | 2021                                                                                      | |                                     |
| Lydia Kelovitz         | Wildsau       | 2021                                                                                      | |                                     |
| Irina Jovanka          | Schmetterling | 2022                                                                                      | |                                     |
| Elisabeth Schmidt      | Täubchen      | 2023                                                                                      | |                                     |
| Simone Reiländer       | Bienchen      | 6                                                                                         | 2024 ⚬ 11. Oktober 2021 (Bekanntgabe der Beziehung: Juli 2021) ⚭ 1. Juni 2024 im Wiener Rathaus Altersunterschied 49 Jahre stellvertretende Baumarkt-Filialleiterin                               |                                     |

### Krankheit und Tod
Lugner machte jährlich über 30 Jahre lang die F.-X.-Mayr-Kur und unterzog sich Blutwäschen. 2016 wurde bei ihm Prostatakrebs diagnostiziert, den er aber durch eine mehrmonatige Strahlentherapie im Frühjahr 2017 für besiegt erklärte. Nachdem er sich 2020 bei einem Urlaub auf den Malediven verletzt hatte, folgte kurz danach durch den Schönheitschirurgen Artur Worseg die Diagnose Hautkrebs. Danach wurde er operiert und für krebsfrei befunden. 2021 kehrte die Erkrankung zurück, was eine abermalige Operation erforderlich machte. Dem vorausgegangen war ein schwerer Sturz mit nachfolgender Operation und einem wochenlangen Krankenhausaufenthalt.

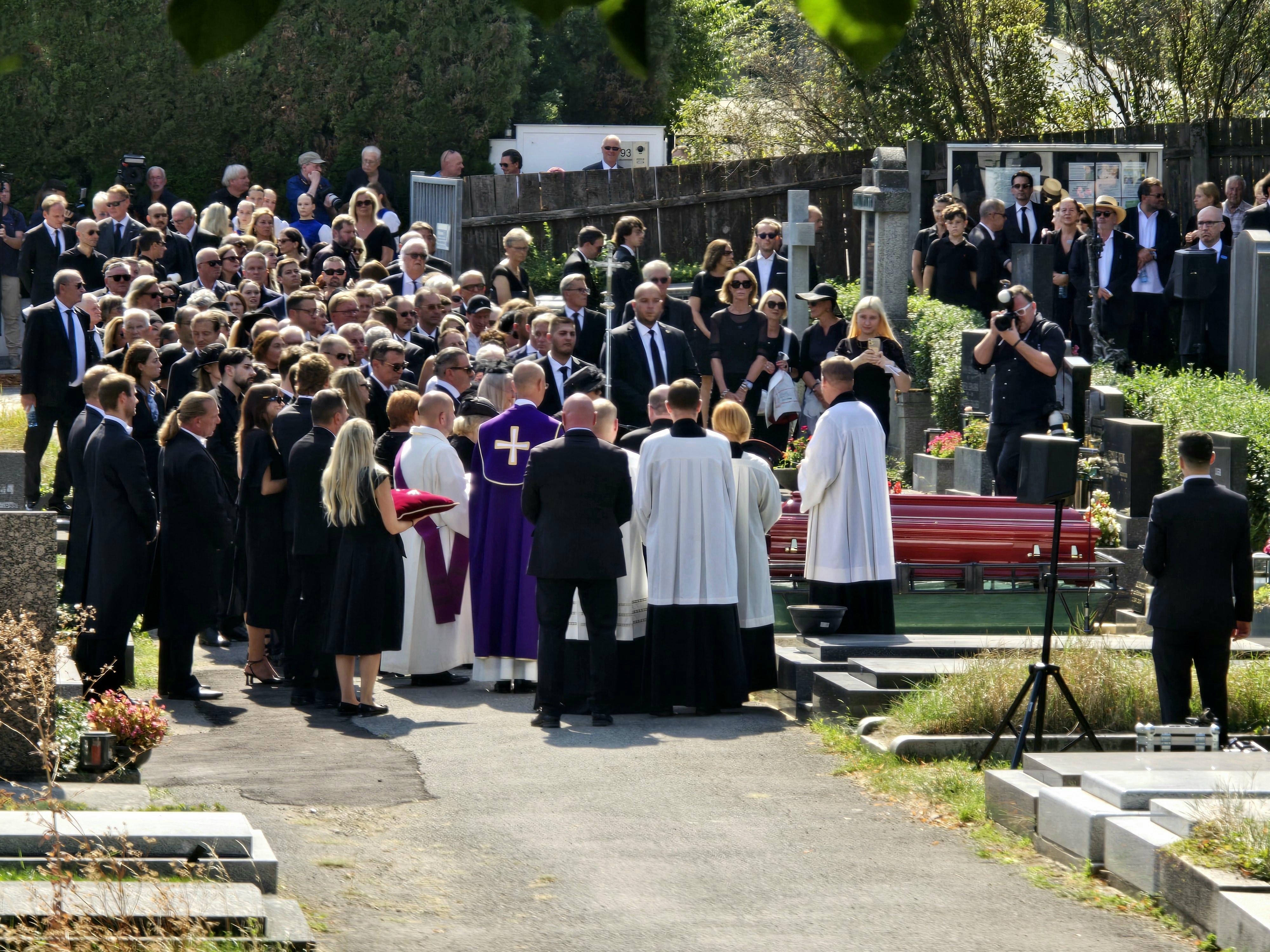
Begräbnis am Grinzinger Friedhof: Einsegnung (Verabschiedung) durch Anton Faber

Im Juli 2024 unterzog sich Lugner einer Herzoperation. Am 12. August 2024 starb Richard Lugner im Alter von 91 Jahren in seiner Villa in Wien-Döbling. Am 31. August 2024 fand am Vormittag im Wiener Stephansdom unter der Leitung von Dompfarrer Anton Faber eine Trauerfeier für Richard Lugner statt, bei welcher der Dritte Nationalratspräsident Norbert Hofer (FPÖ), der Präsident des Landtages von Niederösterreich, Karl Wilfing (ÖVP) und die Schauspielerin Edith Leyrer Reden hielten. Am Nachmittag wurde er auf dem Grinzinger Friedhof beigesetzt. Das Grab umfasst zwei Grabparzellen und befindet sich in der Gruppe EW ("An der westlichen Einfriedung") auf den Nummern 17 und 18.
Ende 2024 wurde „Lugner ist immörtal“ zum Spruch des Jahres gewählt.

## Politische Ambitionen
Im Jahr 1998 wurde Lugner bei der Bundespräsidentenwahl mit 9,91 Prozent der Stimmen vierter von fünf Kandidaten. Bei der Nationalratswahl 1999 erhielt er mit „Die Unabhängigen“ 1,02 Prozent der Stimmen.
Bei der Bundespräsidentenwahl 2016 erzielte er im ersten Wahlgang 2,26 Prozent. Lugner schloss danach, als ältester Kandidat der Zweiten Republik, eine weitere Kandidatur aus.

## Kontroversen
In einer öffentlichen Kontroverse Anfang Februar 2007 warfen Abtreibungsgegner Lugner vor, mit der Vermietung von Raum in der Lugner City an das sexualmedizinische Zentrum VenusMed auch mitverantwortlich für die dort durchgeführten Abtreibungen zu sein. Dies führte zu einem öffentlichen Konflikt mit Weihbischof Andreas Laun.
Lugner stellte 2002 Scientology für eine Woche ein Grundstück für Öffentlichkeitsarbeit zur Verfügung. 2011 wünschte er in einer E-Mail an den Präsidenten der L.-Ron-Hubbard-Stiftung der Organisation „auch für die Zukunft alles Gute“, was als Sympathisantentum interpretiert wurde.
Nach Russlands Überfall auf die Ukraine sagte Lugner am 1. März 2022 im Sender Puls 4, man solle den FPÖ-Vorsitzenden Herbert Kickl „irgendwann mal in die Ukraine schicken, damit sie ihn erschießen“. Am Folgetag begründete Lugner seinen Ärger: Die FPÖ tue zu wenig gegen die „überbordende Zuwanderung“.
Am 16. Februar 2024 besuchte Richard Lugner in Begleitung von Ex-FPÖ-Chef Norbert Hofer den Wiener Akademikerball.

## Mediale Auftritte
Lugner wurde der sogenannten Seitenblickegesellschaft zugerechnet. In den Medien wurde er zuweilen auch als „Society-Löwe“ bezeichnet.
Seit 2003 zeigte der Privatsender ATV die Reality-Soap Die Lugners nach dem Vorbild der US-Serie The Osbournes. In der seit 2007 ausgestrahlten Satiresendung Wir sind Kaiser bat Lugner seit seiner ersten Audienz am 3. Jänner 2008 als Running Gag jede Woche um eine Vorlassung zum Kaiser, wurde aber immer wieder abgewiesen. 2010 spielte er bei den Karl-May-Festspielen in Gföhl die Rolle des Mr. Buttler. 2016 war er mit seiner damaligen Frau in der RTL-II-Doku-Soap Lugner und Cathy – Der Millionär und das Bunny zu sehen.
Anfang 2019 war er in zwei Werbespots der Möbelhauskette XXXLutz zu sehen, welche seine Opernballbesuche thematisierten. Bei der alljährlichen Pressekonferenz, in der er seinen Stargast bekannt gab, war auch die Familie Putz anwesend, die er mit zum Opernball einlud.
Im Wiener Wachsfigurenkabinett von Madame Tussauds enthüllte er am 10. Oktober 2019 sein Ebenbild aus Wachs. Die ausgestellte Figur trägt seine typische Opernball-Kleidung mit Frack und Zylinder.

### Wiener Opernball
Als Begleitung für seinen jährlichen Besuch des Wiener Opernballs engagierte Lugner seit 1992 üblicherweise einen prominenten Gast und nahm diesen in seine Loge mit. Der einzige Stargast, den er trotz mehrerer Versuche nicht bekommen konnte, war Liz Taylor. Am 13. November 2023 teilte er dem Standard mit, dass die Gästeauswahl von seiner Tochter Jacqueline getroffen werde.
- 1992: Harry Belafonte
- 1993: Joan Collins
- 1994: Ivana Trump
- 1995: Sophia Loren
- 1996: Grace Jones
- 1997: Sarah Ferguson
- 1998: Raquel Welch
- 1999: Faye Dunaway
- 2000: Jacqueline Bisset, Nadja Abd el Farrag
- 2001: Farrah Fawcett
- 2002: Claudia Cardinale
- 2003: Pamela Anderson
- 2004: Andie MacDowell
- 2005: Geri Halliwell
- 2006: Carmen Electra
- 2007: Paris Hilton
- 2008: Dita Von Teese
- 2009: Nicollette Sheridan
- 2010: Dieter Bohlen
- 2011: Karima „Ruby“ el-Mahroug, Larry Hagman, Zachi Noy
- 2012: Brigitte Nielsen, Roger Moore
- 2013: Mira Sorvino, Gina Lollobrigida
- 2014: Kim Kardashian, Kris Jenner
- 2015: Elisabetta Canalis
- 2016: Brooke Shields
- 2017: Goldie Hawn
- 2018: Melanie Griffith
- 2019: Elle Macpherson
- 2020: Ornella Muti
- 2023: Jane Fonda
- 2024: Priscilla Presley

Der Opernball entfiel in den Jahren 2021 und 2022 wegen der COVID-19-Pandemie.

## Filmografie
- 1996–1998: Tohuwabohu (Fernsehserie)
- 2003–2024: Die Lugners (Fernsehserie)
- 2005: Richard Lugner – Die Story seines Lebens (Dokumentation)
- 2007–2024: Wir sind Kaiser (Fernsehserie)
- 2017: It Girl (Spielfilm, als er selbst)
- 2021–2024: Lugners Loveboat (Fernsehserie)
- 2022–2024: Lugner im Orient (Fernsehserie)
- 2023–2024: Die Lugners – Am Karneval in Rio (Fernsehserie)
- 2023: Verstehen Sie Spaß? (Fernsehserie, Gastauftritt als Lockvogel)[87]

## Diskografie
- I bin der Lugner (olé olé). Single (Johnny Matrix Music; 2010)

## Auszeichnungen
- 6. November 1987: Verleihung des Berufstitels Technischer Rat durch Bautenminister Robert Graf[15]
- 26. April 1992: Verleihung des Silbernen Ehrenzeichens für Verdienste um das Land Wien, anlässlich des 30-jährigen Jubiläums seines Unternehmens[15]
- 2024: Ehrenmitglied der Villacher Faschingsgilde[89]